# 양평곤충박물관
양평곤충박물관은 경기도 양평군에 있는 공립 자연 박물관이다.

## 연혁
- 2011년 11월 18일 개관.